# Baldin Bada
Baldin Bada fue un grupo español de punk rock cantado en euskera, procedente de Irún (Guipúzcoa). Fue uno de los grupos más representativos en los escenarios de la música punk durante la década de 1980 junto con Kortatu, Vómito y Anti-Régimen.

## Historia
Baldin Bada se formó a mediados de los ochenta. Comenzaron con un estilo punk- hard rock, aunque el ritmo ska también estaba presente en algunas de sus canciones. Con el tiempo, su sonido fue evolucionando, introduciendo aportes de otros estilos, como el thrash metal, el hardcore punk, el reggae o el funk metal.
El grupo está encuadrado dentro del denominado rock radical vasco, aunque ha sido destacado por parte de la crítica por fusionar los «ritmos jamaicanos» y el folk vasco con la música punk rock. Sus canciones, reflejan el compromiso con las luchas populares del momento, abordando temas como la lucha política y social, las detenciones, el paro, la violencia o el Tercer Mundo. Según la crítica vasca, Lurralde kolpatuak (1991), es uno de los mejores trabajos de la banda, básicamente se compone de géneros que van desde el punk hasta el ska y que se caracteriza por la combinación de coros, teclados, sonidos fuertes y elementos propios del rock progresivo. Las letras del álbum tratan sobre protestas y política, un aspecto que resalta en la portada del álbum «en el que se aprecian disparando entre tumbas a milicianos republicanos». Tras su disolución, en 1996, algunos de sus miembros participaron de otros proyectos musicales, tales como: The Lumbreras Brothers, Sustraia o Su Ta Gar.
La formación volvió a reunirse para tocar en directo en un único concierto el 22 de agosto de 2015, en la vigésima edición del festival navarro Arantza Rock, donde compartieron escenario con EH Sukarra y Su Ta Gar.

## Miembros
- Oskar: guitarra y voces
- Santi: bajo y voces
- Katu: voz y guitarra
- Iban: batería
- Kandi: teclados
- Dani: guitarra

### Miembros pasados
- Roberto Hermoso (ex Oihana): batería
- Mattin Sorzabalbere (primer batería de Kortatu): batería
- Edorta: bajo
- Jorge: guitarra
- Jorge (2): guitarra
- Itxaso: coros
- Perkins: coros

## Discografía

### Álbumes
- Kokakola (Maketak) - 1984.[2]
- Lur azpian bukatuko duzue - 1986, Oihuka (posteriormente reeditado en CD)[7]
- Baldin bada - 1989, Oihuka (posteriormente reeditado en CD).[14]
- Lurralde kolpatuak - 1991, Oihuka.[14]
- Erraien iraultza - 1995, Esan Ozenki.[14]